# U.S. Men's Clay Court Championships 1988
L'U.S. Men's Clay Court Championships 1988 è stato un torneo di tennis giocato sulla terra. È stata la 78ª edizione del U.S. Men's Clay Court Championships,che fa parte del Nabisco Grand Prix 1988. Si è giocato a Charleston in Carolina del Sud negli Stati Uniti dal 25 aprile al 2 maggio 1988.

## Campioni

### Singolare
Andre Agassi ha battuto in finale  Jimmy Arias con il punteggio di 6–2, 6–2.

### Doppio
Pieter Aldrich /  Danie Visser hanno battuto in finale  Jorge Lozano /  Todd Witsken con il punteggio di 7–6, 6–3.